# شوشانة ذماري
 شوشانة ذماري  (عبرية: שושנה דמארי) (1923 - 14 فبراير 2006)، مغنية إسرائيلية - يمنية عرفت باسم «ملكة الغناء العبري».

## النشأة
ولدت في ذمار باليمن في 31 مارس 1923، هاجرت عائلتها إلى فلسطين أيام الانتداب البريطاني على فلسطين عام 1924 عند اضطراب علاقات اليهود بالقبائل في اليمن، واستقروا في ريشون لتسيون  كانت تغني وتدق الطبول منذ سن مبكرة وترافق والدتها التي كانت تغني في المناسبات المختلفة للمجتمع اليمني في فلسطين  ودرست الغناء والتمثيل في تل أبيب حيث التقت زوجها شلومو بوسمي وتزوجت وهي في سن السادسة عشر. إنضمت إلى مسرح كوميدي يدعى «لي لا لو» عام 1945  عرفت شوشانة بقوة صوتها ولهجتها اليمنية عند الغناء بالعبرية، وكانت ذات شعبية عالية عند الجنود الإسرائيليين. في الثمانينات غنت مع بواز شرعبي حصلت عليه على جائزة إسرائيل لأفضل أغنية عبرية  يعتبرها الإسرائيلون من أعظم مئتان شخصية إسرائيلية، توفيت عام 2006 بسبب إصابتها بذات الرئة عن عمر ناهز 82 عاما.

## روابط خارجية
- شوشانة ذماري على موقع IMDb (الإنجليزية)
- شوشانة ذماري على موقع ميوزك برينز (الإنجليزية)
- شوشانة ذماري على موقع أول موفي (الإنجليزية)
- شوشانة ذماري على موقع قاعدة بيانات الفيلم (الإنجليزية)
- شوشانة ذماري على موقع كينوبويسك (الروسية)